# Автоматизированная производственная линия
Автоматизированная производственная линия – это система взаимосвязанного оборудования, механизмов и управляющих устройств, предназначенная для выполнения последовательных операций по изготовлению продукции с минимальным участием человека. Линия автоматизации производства представляет собой систему, объединяющую автоматическое и полуавтоматическое оборудование для выполнения производственных операций в последовательности, контролируемой человеком. Эта система работает на основе установления рабочих этапов, которые следуют определенной последовательности и плану, что подходит для применения на предприятиях различных масштабов.
Ключевые особенности:
Автоматизация процессов – основные технологические операции (загрузка, обработка, сборка, контроль, упаковка и т. д.) выполняются автоматически.
Программное управление – работой линии управляет компьютер, PLC (программируемый логический контроллер) или промышленный робот.
Минимальное вмешательство человека – персонал контролирует процесс, настраивает оборудование и устраняет неполадки.
Высокая производительность – обеспечивает непрерывное и скоростное производство с минимальными простоями.
Гибкость (в некоторых моделях) – возможность перенастройки под выпуск разных изделий (например, в роботизированных линиях).
Автоматизированная производственная линия — это производственная система с автоматизированными машинами и оборудованием для эффективного и быстрого производства. Автоматизированная производственная линия предназначена для выполнения определенной функции или ряда функций в производственном процессе.
Многие отрасли выбирают автоматизацию производства, инвестируя в полноценные производственные линии. Роботизация или автоматизация обеспечивает рост производительности, улучшение качества продукции и точности, а также снижение производственных ошибок и дефектов. Это также отвечает социальным задачам повышения квалификации и привлекательности сотрудников, которые теперь могут сосредоточиться на задачах с высокой добавленной стоимостью.